# Andrew Yang
Andrew Yang (nascido em Nova Iorque, 13 de janeiro de 1975) é um empresário estado-unidense e o fundador de Venture for America. Yang trabalhou em empreendimentos e em companhias em etapas iniciais como fundador ou executivo. É autor de Smart People Should Build Things, publicado por HarperCollins, e The War on Normal People, sobre automação de trabalho publicada por Hachette Book Group.
Em novembro de 2017, Yang se postulou para presidente dos Estados Unidos nas eleições presidenciais de 2020 pelo Partido Democrata. Após participação nas primárias democratas, quando chegou no estado de New Hampshire abriu mão de sua candidatura.
Yang é conhecido por propor uma renda básica universal de $1000 dólares ao mês a cada cidadão adulto dos EUA. Isto como resposta à substituição de humanos por robôs nos postos de trabalhos.
Em 4 de outubro de 2021, anunciou que estava deixando o Partido Democrata para se tornar um independente, culpando o sistema bipartidário estado-unidense pelo aumento da polarização e dizendo que está "mais confortável tentando consertar o sistema do que sendo a parte dele". Isso coincidiu com a fundação do partido Forward Party.